# Ereboog van Mettius Modestus
De ereboog van Mettius Modestus in Patara was een monumentaal Romeins bouwwerk, in 48-49 gebouwd door de stadsbewoners ter ere van Mettius Modestus en zijn familie, naar aanleiding van de Romeinse annexatie van Lycië, waarvan Patara de hoofdstad was.
Deze monumentale ereboog c.q. nymphaeum is een icoon van de stad en Lycië en het is uniek om zijn dubbelfunctie: het diende namelijk niet alleen als de noordelijke stadspoort, maar was tevens het laatste deel van het Delikkemer-aquaduct, via welke het water de stad in vloeide.

## Geschiedenis
Patara was een belangrijke stad in de antieke oudheid: het was hoofdstad van de Lycische liga en van Licië toen het geannexeerd was door de Romeinen.
De poort was vermoedelijk gepland tijdens de heerschappij van Claudius, die van Lycië een Romeinse provincie maakte, en werd het bouwwerk voltooid tijdens de heerschappij van de keizers Nero en Vespasianus. Later werd het opschrift op de consoles van de poort toegevoegd ter ere van de Lycische gouverneur Mettius Modestus en zijn familieleden uit de periode van keizer Trajanus, alsook de standbeelden van keizer Trajanus en zijn vrouw Plotina, die op de top van de poort weren geplaatst.
Vroeg in de 19e eeuw werd de ruïne onder meer door Charles Texier opgetekend. Het was door de eeuwen heen door aardbevingen enigszins vervallen en werd in 2020 gerestaureerd waarbij uitsluitend gebruikgemaakt werd van zijn originele stenen die in de omgeving teruggevonden waren.

## Beschrijving

### Locatie
De ereboog bevindt zich aan de oostflank van de Tepecik heuvel aan de noordzijde van de stad. Het scheidde daarmee de stad van het noordelijker gelegen necropolis. Vanaf de ereboog liep een hoofdweg met gekolloneerde gangpaden naar het zuiden, richting het theater.

### Bouwwerk
De ereboog is 19 meter breed en 10 meter hoog en bevat drie poorten. Aan de noordzijde bevindt zich de inscriptie "Gebouwd door de stadsbewoners van de Lycische metropolis Patara." Daarbovenop bevonden zich de standbeelden van keizer Trajanus en zijn vrouw Plotina.
De leiding van het aquaduct liep boven in het monumentale bouwwerk dat in feite een nymphaeum was: hoog in het midden bevindt zich een vierkante opening waarin deel van het aangevoerde water vloeide, om als watergordijn naar beneden te vallen. Het door het aquaduct aangevoerde water stroomde via de poort de tegen de westzijde van de poort leunende dividiculum in. Van daaruit werd het water verdeeld de stad in geleid, met als eerste recipiënt het havenbadhuis. Vijftig meter ten zuiden van de poort stond een octogonale siervijver, die vermoedelijk een monumentale fontein bevatte dat werkte op de sifonwerking van het aquaduct.